# Landser
Landser é uma comuna francesa na região administrativa de Grande Leste, no departamento Alto Reno. Estende-se por uma área de 3,14 km². Em 2010 a comuna tinha 1 667 habitantes (densidade: 548,4 hab./km²).